# Цхемлисхиди
Цхемлисхиди (груз. ცხემლისხიდი) — село в Грузии, на территории Озургетского муниципалитета края (мхаре) Гурия.

## География
Село находится в западной части Грузии, на левом берегу реки Натанеби, на расстоянии приблизительно 3 километров (по прямой) к востоку от города Озургети, административного центра муниципалитета. Абсолютная высота — 171 метр над уровнем моря.

## Население
По результатам официальной переписи населения 2014 года, в Цхемлисхиди проживало 446 человек (210 мужчин и 236 женщин). В национальной структуре населения грузины составляли 98,7 %, украинцы — 0,9 %, латвийцы — 0,2 %, русские — 0,2 %.
| Год  | Население, человек |
| ---- | ------------------ |
| 2002 | 527                |
| 2014 | ↘ 446              |